# 麻倉瑞季
麻倉 瑞季（あさくら みずき、2002年〈平成14年〉4月11日 - ）は、日本のグラビアアイドル、タレント。長崎県出身。エイジアプロモーション所属。

## 概要
生まれも育ちも長崎県。
長崎県立諫早高等学校・附属中学校出身で、中学・高校と放送部に打ち込み、中学3年時に「NHK杯全国中学校放送コンテスト」アナウンス部門長崎県1位。高校では「NHK杯全国高校放送コンテスト」朗読部門九州大会優勝。全国大会にも出場した。高校1年から3年間はアナウンススクールに通い、テレビ局アナウンサーを目指していた。
高校2年からは高校生平和大使となり学生団体「おこしWings」を立ち上げ、大人の力を借りない国際協力、地方創生を代表として取り組んだ。この時期には諫早市役所で食べられる「いさハヤシライス」考案した。
コロナ禍となった高校3年時点からモデル活動を始め、ヴィレッジヴァンガードのモデル撮影で上京した際に事務所からスカウトされた。
現役女子大生としてアイドル活動（2022年3月から7月までアイドルグループ「Girl's Time」のメンバー）をするかたわら、『ミスマガジン2022』にエントリー、ミスヤングマガジンに選ばれる。同年10月24日の『ヤングマガジン』（2022年47号、講談社）ミスマガジン2022に表紙で登場した。当初は水着グラビアに抵抗があったが、憧れの存在であった戦慄かなの、頓知気さきなに会った際に胸を揉まれ、「こんなに良いものを持ってるならグラビアやったほうがいいよ!　いつか一緒にできたらいいね。」と助言をもらい活動本格化の決意に至った。
2024年には手を使わずに飲料を飲む写真が台湾のニュースサイトに取り上げられ、歯に衣着せない強めの発言から報道番組『ABEMA Prime』（ABEMA）にも度々出演するなど活動が広がる。2024年時点では大学休学中。
2025年1月にはオンライン大学「ZEN大学」に合格したことを発表。eスポーツチーム「LaVISION。」（ラビジョン）に、ストリーマーとして加入したことも明らかにした。

## 人物
- 趣味は推し活、ゲーム[2]。特技は裁縫、朗読、分析[2]。コスプレやVtuberなどにも興味を持ち、『ポケモン』、『スプラトゥーン』などのゲームを好む。
- 自身もアイドル活動をするなかでBiSHなどのアイドルやホロライブなどの推し活にも熱心で「推しのために仕事をしている」と述べている[6]。
- 自分の顔で（唯一）好きなところは目[15]。
- 高校2年生まではFカップだったが、2023年時点ではIカップに成長し、バストサイズも89センチから98センチに改称された。スタイリストからカップ数が違うと思うと言われ、ワコールで測りなおした[15]。
- 学生時代は被写体活動をしながらも、かわいいだけでバズるモデルに許せない気持ちを抱くなど、「ルッキズム」に悩んでいた[6]。
- 麻倉のスカウト担当者やマネージャーから『ミスマガジン』のエントリーの話を無視したことがあった[6]。
- 胸を見せる写真が多いのは「男性に媚びているからではない、せっかく生まれた個性を他人に見てもらいたい」と述べている[16]。
- 分析が趣味である。『ミスマガ』の審査にあたりSNSの過去のデータ分析をしており、グラビアの研究のためにコンテンツを視聴して学んでいる。
- 大学1年生の時には塾講師のアルバイトをしていた。
- 頓知気さきなのオタクで、頓知気のチェキ会1回に10万円使ったことがある[6]。
- 目標とするのは頓知気さきなと、ミスマガジンの先輩である沢口愛華[15]。
- 2023年にFANZAユーザーであることを公表[15][17]。
- ラジオ番組で共演していたお笑いコンビよゐこの有野晋哉を「公式お父さん」と呼ぶ[18]。

## 出演

### ラジオ
- ミスマガ放課後RADIO!（渋谷クロスFM）
- よゐこ有野のノーギャラジオ（2023年2月5日、MBSラジオ）[19]
- オレたちゴチャ・まぜっ!〜集まれヤンヤン〜（2023年5月14日 - 2024年4月14日、MBSラジオ） - ヤンヤンガールズ15期生
- 麻倉瑞希のあしゃくのハナシバナシ （2024年 - 、エフエム諫早）- パーソナリティ

### テレビ
- アイドル鬼ごっこ2023！～わたし、本気出してもいいですか～（2023年4月21日、GAORA SPORTS）[20][21]
- treatment ビューティフル・コンビニエンスワールド 第1話（2023年7月4日、TOKYO MX1） - ヤマダアミコ（ポスター） 役[22][23]

### 映画
- さよならエリュマントス（2023年8月11日公開、SPOTTED PRODUCTIONS） - ミズキ 役[24][25]

### 舞台
- 橘くんは完璧じゃない!（2024年10月17日 - 27日、参宮橋トランスミッション）[26]

## 書籍

### デジタル写真集
- ミスマガジン2022① ヤンマガアザーっす！＜YM2022年47号未公開カット＞（2023年1月6日、講談社［ヤンマガデジタル写真集］、撮影：LUCKMAN、佐藤佑一）共演：瑚々、咲田ゆな、斉藤里奈、三野宮鈴、藤本沙羅[27]
- ミスマガジン2022② ヤンマガアザーっす！＜YM2022年48号未公開カット＞（2023年1月6日、講談社［ヤンマガデジタル写真集］、撮影：LUCKMAN、佐藤佑一）共演：瑚々、咲田ゆな、斉藤里奈、三野宮鈴、藤本沙羅[28]
- ミスマガジン2022①② ＜70枚完全版＞ ヤンマガアザーっす！＜YM2022年47号＋48号未公開カット＞（2023年1月6日、講談社［ヤンマガデジタル写真集］、撮影：LUCKMAN、佐藤佑一）共演：瑚々、咲田ゆな、斉藤里奈、三野宮鈴、藤本沙羅[29]
- ミスマガジン2022ソログラビアSP③ ミスマガのアソビバ！（2023年1月13日、講談社［ヤンマガデジタル写真集］、撮影：佐藤佑一）[30]
- ミスマガのアソビバ！ 年末年始干支コスプレSP（2023年2月10日、講談社［ヤンマガデジタル写真集］、撮影：田中智久）[31]
- ＜ミスマガジン2021＆2022コラボ＞ ヤンマガアザーっす！＜YM2023年4･5号未公開カット＞（2023年3月3日、講談社［ヤンマガデジタル写真集］、撮影：カノウリョウマ）共演：山岡雅弥、天野きき、斉藤里奈[32]
- ミスマガのアソビバ！ ミスマガ2022とお家で過ごす2人の時間（2023年4月14日、講談社［ヤンマガデジタル写真集］、撮影：大藪達也）[33]
- ヤンマガアザーっす！＜YM2023年13号未公開カット＞（2023年5月5日、講談社［ヤンマガデジタル写真集］、撮影：佐藤裕之）[34]
- ミスマガのアソビバ！ ミスマガ2022制服グラビア〜卒業の季節〜（2023年5月12日、講談社［ヤンマガデジタル写真集］、撮影：岡本武志）[35]
- ミスマガジン2022① ヤンマガアザーっす！＜YM2023年21･22号未公開カット＞（2023年7月7日、講談社［ヤンマガデジタル写真集］、撮影：西村康）共演：瑚々、咲田ゆな、斉藤里奈、三野宮鈴、藤本沙羅[36]
- ミスマガジン2022② ヤンマガアザーっす！＜YM2023年21･22号未公開カット＞（2023年7月7日、講談社［ヤンマガデジタル写真集］、撮影：西村康）共演：瑚々、咲田ゆな、斉藤里奈、三野宮鈴、藤本沙羅[37]
- ミスマガジン2022③ ヤンマガアザーっす！＜YM2023年21･22号未公開カット＞（2023年7月7日、講談社［ヤンマガデジタル写真集］、撮影：西村康）共演：瑚々、咲田ゆな、斉藤里奈、三野宮鈴、藤本沙羅[38]
- ミスマガジン2022①〜③ 【105P完全版】  ヤンマガアザーっす！＜YM2023年21･22号未公開カット＞（2023年7月7日、講談社［ヤンマガデジタル写真集］、撮影：西村康）共演：瑚々、咲田ゆな、斉藤里奈、三野宮鈴、藤本沙羅[39]
- ミスマガのアソビバ！ ミスマガ2022 おしゃかわグラビア（2023年7月14日、講談社［ヤンマガデジタル写真集］、撮影：寺田茉布）[40]
- ミスマガ×『さよならエリュマントス』 ミスマガのアソビバ！（2023年9月1日、講談社［ヤンマガデジタル写真集］、撮影：高橋慶佑）[41]
- ミスマガ×『さよならエリュマントス』 ミスマガのアソビバ！（2023年9月1日、講談社［ヤンマガデジタル写真集］、撮影：高橋慶佑）共演：斉藤里奈、三野宮鈴[42]
- 天使と小悪魔（2023年10月2日、集英社［週プレ PHOTO BOOK］、撮影：桑島智輝）[43]
- ミスマガのアソビバ！ 新旧ギャル対決！＜新宿編＞（2023年10月6日、講談社［ヤンマガデジタル写真集］、撮影：LUCKMAN）[44]
- 『税金で買った本』『ヤニねこ』×麻倉瑞季 コラボグラビア ヤンマガアザーっす！＜YM2023年35号未公開カット＞（2023年10月13日、講談社［ヤンマガデジタル写真集］、撮影：大藪達也）[45]
- 夏に咲く（2023年10月14日、双葉社［EX大衆デジタル写真集］、撮影：藤本和典）[46]
- ミスマガのアソビバ！ ミスマガ2022未公開傑作選SP（2023年11月3日、講談社［ヤンマガデジタル写真集］、撮影：大藪達也、岡本武志、寺田茉布、LUCKMAN、田中智久）[47]
- みずみずしい（2023年11月8日、講談社［FRIDAYデジタル写真集］、撮影：鈴木ゴータ）[48]
- グラマラス彼女と冬の温泉旅館（2024年1月22日、小学館［週刊ポストデジタル写真集］、撮影：鈴木ゴータ）[49]
- ミスマガジン2022 【大増量版 全100P】 ヤンマガアザーっす！＜YM2024年4/5号未公開カット＞（2024年2月2日、講談社［ヤンマガデジタル写真集］、撮影：岡本武志）共演：瑚々、咲田ゆな、斉藤里奈、三野宮鈴、藤本沙羅[50]
- 天使で小悪魔（2024年2月6日、双葉社［漫画アクションデジタル写真集］、撮影：HIROKAZU）[51]
- POPandCREAM（2024年2月21日、白夜書房［BUBKAデジタル写真集］、撮影：田畑竜三郎）[52]
- あふれるI（2024年3月5日、光文社［FLASHデジタル写真集］、撮影：岡本武志）[53]
- チグハグ（2024年3月28日、KADOKAWA［Gテレデジタル！］）[54]
- むきだしの心（2024年4月30日、集英社［週プレ PHOTO BOOK］、撮影：三瓶康友）[55]
- キセキ（2024年5月31日、らんくう［水色エモーションデジタル写真集］）[56]
- 心をかき乱す存在（2024年6月7日、扶桑社［SPA!デジタル写真集］、撮影：高橋慶佑）[57]
- 自由に。（2024年7月31日、日之出出版［SUNNY GIRL Digital Photobook vol.4］）
- 瑞季って、可愛いんだよな（2024年8月23日、ワニブックス［ワニブックスデジタル写真集］、撮影：田畑竜三郎）[58]
- きっと絶対やわらかい（2024年8月26日、集英社［週プレ PHOTO BOOK］、撮影：三瓶康友）[59]
- 規格外ボディ（2024年12月23日、白夜書房［BRODYデジタル写真集］、撮影：高橋慶佑）

### コラム連載
- 麻倉瑞季の「あしゃくの異空間」（2024年10月25日[60] - 、NEWSクランチ）

## その他
- 2024年 TGIF オブザイヤー[61]